# Branca (Albergaria-a-Velha)
Pour les articles homonymes, voir Branca.
Branca est une paroisse civile portugaise (en portugais : freguesia) de la municipalité d'Albergaria-a-Velha dans le district d'Aveiro.

## Démographie
Lors du recensement de 2021, Branca compte 5 427 habitants. C'est la deuxième paroisse la plus peuplée de la municipalité, après Albergaria-a-Velha e Valmaior (11 058 habitants).